# Pagellus erythrinus

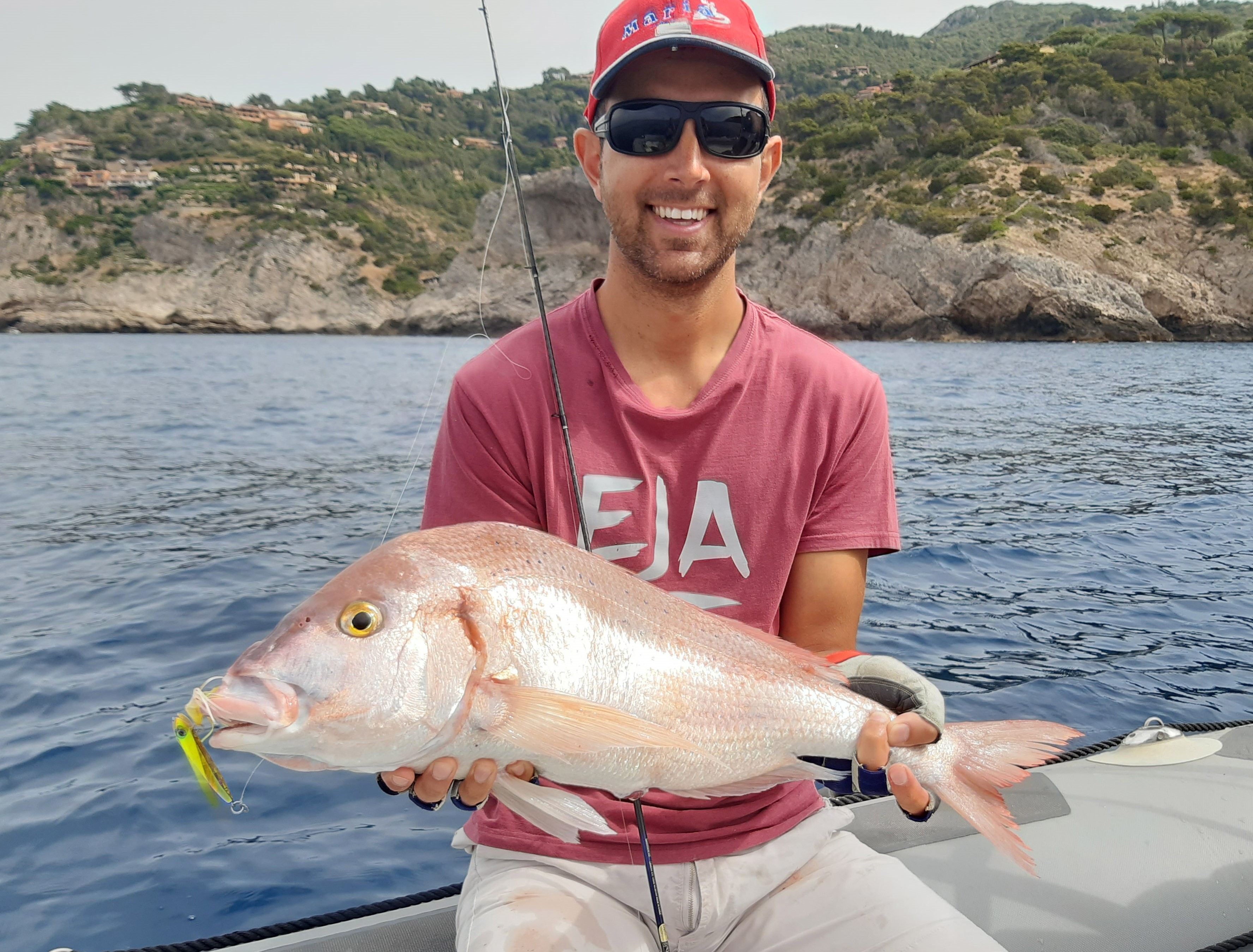
Un pagello fragolino record da 3,5 kg e 58 cm pescato in Toscana

Pagellus erythrinus (Linnaeus, 1758), conosciuto commercialmente come pagello fragolino o fragolino  è un pesce osseo marino appartenente alla famiglia Sparidae.

## Distribuzione e habitat
Il suo areale comprende il mar Mediterraneo, il mar Nero (dove però è raro) e le coste dell'Oceano Atlantico orientale tra l'Angola e la Manica, molto raramente più a nord fino alla Norvegia. È comune lungo le coste italiane.
Vive di solito su fondi mobili di sabbia o fango, talvolta su ciottoli o su roccia, tra 20 e 100 metri di profondità. Occasionalmente lo si può trovare più in superficie o fino a 300 metri di fondale. I giovani sono più costieri. In inverno scende in acque più profonde.

## Descrizione
Il fragolino ha corpo ovale compresso lateralmente con muso appuntito e più lungo del diametro dell'occhio, con fronte quasi dritta. La bocca è relativamente piccola, armata di denti molariformi. La pinna dorsale è unica con 12 raggi spiniformi e 9-11 raggi molli e la pinna anale ha 3 raggi spinosi e 9 molli. La pinna caudale è biloba a lobi appuntiti; le pinne pettorali sono lunghe fino oltre l'origine dell'anale e appuntite, le pinne ventrali sono invece brevi. 
La livrea è rosata o rossastra sul dorso e fianchi per digradare nell'argenteo del ventre con una macchiao di colore rosso sulla parte superiore dell'opercolo branchiale. Le pinne sono rosate tranne le ventrali che sono trasparenti. L'interno della bocca e della cavità branchiale scuro, quasi nero. Il pesce vivo ha punti azzurri sul dorso. L'iride dell'occhio è gialla. I giovani hanno colori meno vivi e più tendenti all'argenteo rispetto agli adulti.
Raggiunge 60 cm di lunghezza massima ma la taglia media è sui 25 cm. Il peso massimo noto è di 3,2 kg.

## Biologia

### Alimentazione
Si nutre di invertebrati bentonici come vermi marini, crostacei, molluschi ed echinodermi. Più raramente può catturare piccoli pesci.

### Riproduzione
Avviene in primavera ed estate. È un ermafrodita proterogino, ovvero nasce femmina per diventare maschio con l'età, ma esistono anche maschi primari, vale a dire per tutta la vita.

### Predatori
Risulta in letteratura la predazione da parte della ricciola e del palombo comune

## Conservazione
Si tratta di una specie comune nell'areale e, sebbene pescato attiamente, le sue popolazioni non mostrano segni di sovrapesca. Per qusto la IUCN classifica P. erythrinus come "a rischio minimo".

## Pesca
Si cattura professionalmente con reti da posta, reti a strascico e palamiti. Viene catturato anche dai pescatori sportivi, soprattutto con la tecnica del bolentino. Ha un certo valore commerciale.
Le carni sono buone, può essere grigliato o cotto in forno.